# Frederik Hendrik (Brazilië)

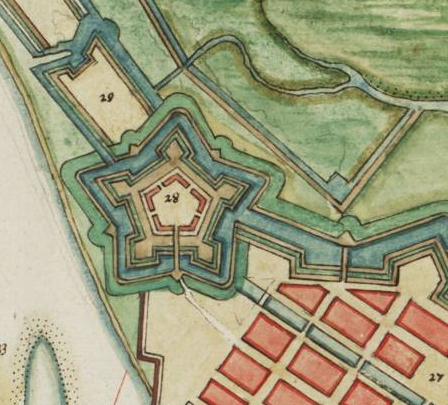
Fort Frederik Hendrik op een kaart uit 1665.

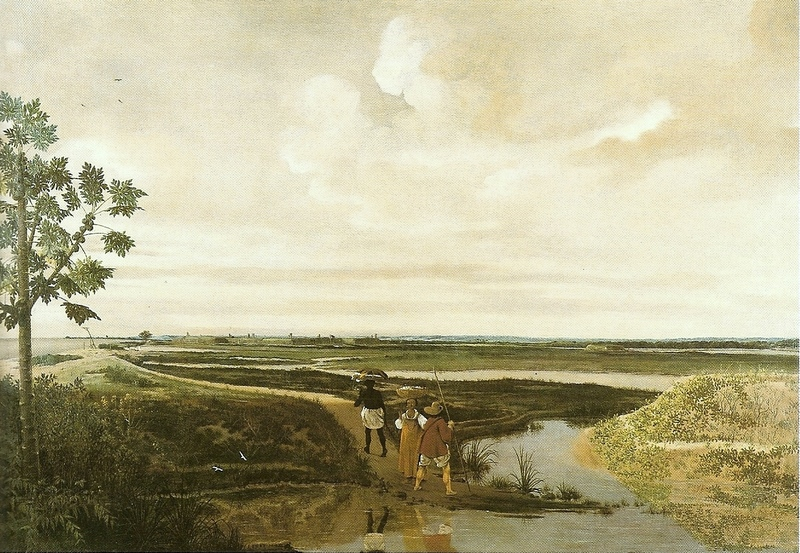
Schilderij van Fort Frederik Hendrik door Frans Post.

Fort Frederik Hendrik was een Nederlands 17e-eeuws fort bij Mauritsstad, het huidige Recife in Brazilië. Het was vernoemd naar de stadhouder. Het fort werd ook wel Trotsch den Duyvel of naar zijn vijfhoekige vorm Vijfhoeck genoemd.
Het fort verrees na de invasie van Pernambuco in 1630 door de Hollanders (zie ook het artikel Nederlands-Brazilië). Het ontwerp voor de West-Indische Compagnie werd gemaakt door een zekere Commersteyn. Het fort werd aan de buitenzijde onder meer voorzien van een omgrachting en een hoornwerk. Tijdens de bouw kwam het meermaals tot conflicten met de vijand maar het fort kon worden voltooid. Frederik Hendrik was van groot belang mede door de aanwezigheid van zoetwater. Reeds in 1638 werd het fort verder versterkt. In de omgeving lagen nog andere forten zoals Prins Willem en ze vormden een verdedigingslint dat zich uitstrekte tot het even ten noorden gelegen Olinda. Frederik Hendrik was het opzienbarendste van die forten. De vijfhoekige vorm van het fort was in de Nederlandse overzeese fortenbouw van de 17e eeuw niet geheel ongebruikelijk. Mogelijk had de keuze voor deze vorm een mystieke lading. Hoe dan ook werd in de latere bouw van forten overgeschakeld naar de praktischere vierhoekige vorm.
Na de machtovername door de Portugezen in 1654, is het fort omstreeks 1677 compleet gesloopt. Ervoor in de plaats verrees een rechthoekig fort, dat de naam Cinco Pontas kreeg. Vandaag de dag bevindt zich daarin het museum van de stad Recife, het Museu da Cidade do Recife.